# Avrigus
Avrigus est un groupe de doom metal gothique australien, originaire de Sydney. Le groupe publie deux albums au début de sa carrière The Final Wish et The Secret Kingdom. En 2010 sort leur EP intitulé Beauty and Pain.

## Biographie
Avrigus est initialement formé en 1991 comme projet temporairement inactif pendant les années 1990 du fait que Simon Gruer était occupé au sein de son groupe Cruciform. Après le départ de Gruer de Cruciform en 1995, Avrigus est ravivé avec la sortie d'un premier EP intitulé The Final Wish en 1998 sur le label australien Warhead Records. À peine l'EP publié, le duo australien revient en studio d'enregistrement pour composer son premier album. Cependant, Warhead Records fait faillite, mais cet événement n'empêche pas le groupe d'écrire et d'enregistrer des chansons, l'album étant terminé aux alentours de janvier 2000. 
Judy profite d'un séjour en Europe pour démarcher quelques labels et est mise en relation avec Hammerheart Records grâce à un de ses amis. Avrigus est rapidement signé pour deux albums, mais The Secret Kingdom n'est publié qu'un an plus tard, en 2001 sur Well of Urd, un sous-label de Hammerheart Records. The Secret Kingdom est relativement bien accueilli par la presse spécialisée,,.
La réalisation d'autres albums est obstruée par des problèmes avec leur label qui ne leur a pas reversé les royalties et n'ont pas crédité la chanteuse Judy Chiara comme étant la compositrice de la plupart des chansons. Le groupe décide alors par mesure de rétorsion, de mettre leurs deux disques en téléchargement libre sur internet. En mai 2007, Simon Gruer déclare sur le forum de son site que le second album sortirait finalement en 2008. Le titre de cet album devrait être The Hidden Citadel. Entretemps, la chanteuse Judy Chiara décide de quitter le groupe. Finalement, un opus est publié en 2010 sous le titre Beauty and Pain, avec une nouvelle chanteuse, Megan Tassaker. Son accueil, cependant, est mitigé,,.

## Style musical
Le style musical du groupe se caractérise par un metal gothique mélodique mariant les ambiances pesantes du doom metal avec les atmosphères et les chants éthérés proche de l'heavenly voices. 

## Membres

### Membres actuels
- Simon Gruer - clavier, guitare, basse, batterie
- Megan Tassaker - chant féminin

### Anciens membres
- Judy Chiara - chant féminin, piano, composition

## Discographie
- 1998 : The Final Wish (EP)
- 2001 : The Secret Kingdom
- 2010 : Beauty and Pain (EP)
- 2017 : The Aftermath (Single)